# Питсбург (Канзас)
Питсбург (енгл. Pittsburg) град је у америчкој савезној држави Канзас.

## Демографија
По попису из 2010. године број становника је 20.233, што је 990 (5,1%) становника више него 2000. године.
| Група             | 2000.          | 2010.          |
| Белци             | 16.991 (88,3%) | 17.006 (84,1%) |
| Афроамериканци    | 598 (3,1%)     | 662 (3,3%)     |
| Азијати           | 374 (1,9%)     | 412 (2,0%)     |
| Хиспаноамериканци | 722 (3,8%)     | 1.350 (6,7%)   |
| Укупно            | 19.243         | 20.233         |